# Six Flags Saint Louis
Six Flags St. Louis (chiamato Six Flags Over Mid-America fino al 1996) è un parco divertimenti statunitense situato ad Eureka, Missouri. È stato inaugurato nel 1971 ed è il terzo e ultimo parco fondato dalla famosa catena Six Flags (oggi leader mondiale nel settore), negli anni seguenti infatti la compagnia preferirà acquistare strutture da operatori concorrenti piuttosto che fondarne di nuove. Al suo interno ospita 40 attrazioni inclusi 8 roller coaster di grandi e medie dimensioni.